# Money Shot
| Recensione | Giudizio |
| ---------- | -------- |
| Exclaim!   |          |

Money Shot è il terzo album in studio del gruppo musicale statunitense Puscifer, pubblicato il 30 ottobre 2015 dalla Puscifer Entertainment.

## Tracce
Testi e musiche di Maynard James Keenan, Mat Mitchell e Carina Round, eccetto dove indicato.
1. Galileo – 5:17
2. Agostina – 4:24
3. Grand Canyon – 5:57
4. Simultaneous – 6:42
5. Money Shot – 2:32
6. The Arsonist – 4:45
7. The Remedy – 6:07
8. Smoke and Mirrors – 5:05 (Maynard James Keenan, Mat Mitchell)
9. Life of Brian (Apparently You Haven't Seen) – 4:41
10. Autumn – 6:06

Traccia bonus nell'edizione di iTunes
1. Flippant – 6:24

Traccia alternativa nell'edizione LP
- Lato B

1. Simultaneous (DA)

## Formazione
Hanno partecipato alle registrazioni, secondo le note di copertina:
Musicisti
- Maynard James Keenan – voce
- Mat Mitchell – basso, chitarra, tastiera, programmazione (eccetto tracce 8 e 9), mandolino (tracce 1 e 2), banjo (traccia 11)
- Carina Round – voce (tracce 1-7, 9-11)
- Juliette Commagere – tastiera (tracce 1, 2, 4, 6-7 e 11), voce (traccia 6)
- Jeff Friedl – batteria (tracce 1-3, 5-7)
- Tim Alexander – batteria (traccia 2)
- Matt McJunkins – basso (tracce 2 e 5)
- Devo Keenan – violoncello (tracce 2 e 3)
- Jon Theodore – batteria (tracce 4, 7 e 10)

Produzione
- Mat Mitchell – produzione, missaggio, ingegneria del suono
- Puscifer – produzione, direzione artistica
- Aaron Harris – ingegneria del suono
- Dave Collins – mastering
- Colin "Gravy Strahm – tecnico batteria
- El Guapo – design confezione
- Tim Cadiente – fotografia

## Classifiche
| Classifica (2015-16) | Posizione massima |
| -------------------- | ----------------- |
| Australia            | 51                |
| Belgio (Fiandre)     | 130               |
| Stati Uniti          | 30                |